# The Bubble (film)
The Bubble (Hebreeuws: הבועה HaBuah) is een Israëlische film uit 2006, geregisseerd door de Israëlische regisseur Eytan Fox. De film speelt grotendeels in Tel Aviv en vertelt het verhaal van de liefde tussen twee mannen: de Israëli Noam en de Palestijn Ashraf. De meeste dialogen zijn in het Hebreeuws, maar in de scènes in Nabloes en aan de grensposten spreekt men het Palestijnse dialect van het Arabisch.

## Thema's
In de film zijn er twee hoofdthema's: homoseksualiteit en het Israëlisch-Palestijns conflict. In het verhaal moet de Palestijn Ashraf kiezen tussen zijn liefde Noam in Tel Aviv en zijn familie in zijn thuisstad Nabloes op de West Bank, waar hij volgens de wil van zijn familie zou moeten trouwen met een voor hem gekozen meisje.

## Verhaal
Noam werkt als grenswacht. Na een controle van Ashraf bij een grenspost ontstaat er een liefdesaffaire tussen de twee mannen. Hierbij komt Ashraf in het milieu van Noam terecht, in een woongroep in Tel Aviv. Ashraf vindt er werk in een restaurant. 
Ondertussen gaat het leven van de familie van Ashraf in Nabloes ook door. Zo trouwt zijn zus Samira. Echter, de dag nadat zij is getrouwd, wordt zij om het leven gebracht door een Israëlische grenspatrouille. Uit wraak hiervoor pleegt Ashraf aan het eind van de film een zelfmoordaanslag voor het kantoor waar Noam werkt. Noam krijgt vlak voor de aanslag Ashraf in het oog, snelt op hem toe. Op enige afstand van het gebouw, terwijl de twee mannen zoenen, doet Ashraf de bom ontploffen. Beide mannen komen om het leven, maar doordat de ontploffing op enige afstand van het gebouw plaatsvond, vallen er niet meer slachtoffers.

## Autobiografisch
De film is enigszins autobiografisch aangezien regisseur Eytan Fox op zijn 18e ook verliefd is geweest op een Palestijn.

## Rollen
- Ohad Knoller als Noam
- Yousef Sweid als Ashraf
- Daniela Virtzer als Lulu
- Alon Friedman als Yali
- Zohar Liba als Golan
- Ruba Blal als Rana
- Shredy Jabarin als Jihad
- Mira Awad als Samira